# Saul Harrison
Pour les articles homonymes, voir Harrison.
Saul Harrison est un acteur et réalisateur américain né en 1888 à Brenham, Texas (États-Unis), mort le 13 octobre 1944 à New York (États-Unis).

## Filmographie

### comme acteur
- 1914 : The Midnight Ride of Paul Revere : John Hancock
- 1914 : The Grand Opera in Rubeville
- 1914 : The Lovely Señorita
- 1914 : The Birth of the Star Spangled Banner
- 1914 : The Mystery of the Glass Tubes
- 1914 : The Flirt
- 1915 : Their Happy Little Home
- 1915 : In the Plumber's Grip
- 1915 : The Experiment
- 1916 : The Cossack Whip : Misha

### comme réalisateur
- 1917 : One Kind of Wireless
- 1917 : The Customary Two Weeks
- 1917 : Salt of the Earth
- 1918 : Tell That to the Marines
- 1918 : Perfectly Fiendish Flanagan; or, The Hart of the Dreadful West
- 1919 : One Every Minute
- 1919 : Impropaganda
- 1919 : Beresford and the Baboons